# Epages
Begründung:  Wiedergänger --Leserättin (Diskussion) 11:01, 31. Jul. 2025 (CEST)
ePages ist eine E-Commerce-Software, die es Händlern ermöglicht, Online-Shops über eine Cloud zu erstellen und zu betreiben. Die Anzahl der auf ePages basierenden Shops beträgt derzeit weltwelt 140.000. Die ePages-Software wird aufgrund des Software-as-a-Service-Modells regelmäßig aktualisiert. Ein Investor des Unternehmens ist United Internet mit einem Anteil von 25 %. ePages konzentriert sich auf den Vertrieb seiner Produkte vor allem über Hosting-Provider. ePages hat seinen Hauptsitz in Hamburg und weitere Büros in Barcelona, Jena und Bilbao.

## Geschichte
Der Name ePages wurde erstmals 1997 für Software verwendet, um „Intershop ePages“ zu vermarkten. IIm Jahr 2002 wurde die Produktlinie, die damals noch „Intershop 4“ hieß, von der ePages GmbH übernommen und in ePages umbenannt.

## Eigenschaften
Je nach ePages-Produkt und den von Hosting-Providern angebotenen Paketen können Händler auf verschiedene Funktionen zugreifen. Nutzer können ihre Produkte und Dienstleistungen in 15 Sprachen anbieten. Mit ePages können Händler Web-Marketing-Tools nutzen, z. B. Newsletter, Coupons oder Social-Media-Plugins für Social Commerce.